# Mikasa Sports
Mikasa Corporation (jap. 株式会社ミカサ Kabushiki-gaisha Mikasa) – japoński producent sprzętu sportowego założony 1 maja 1917 w Hiroszimie.

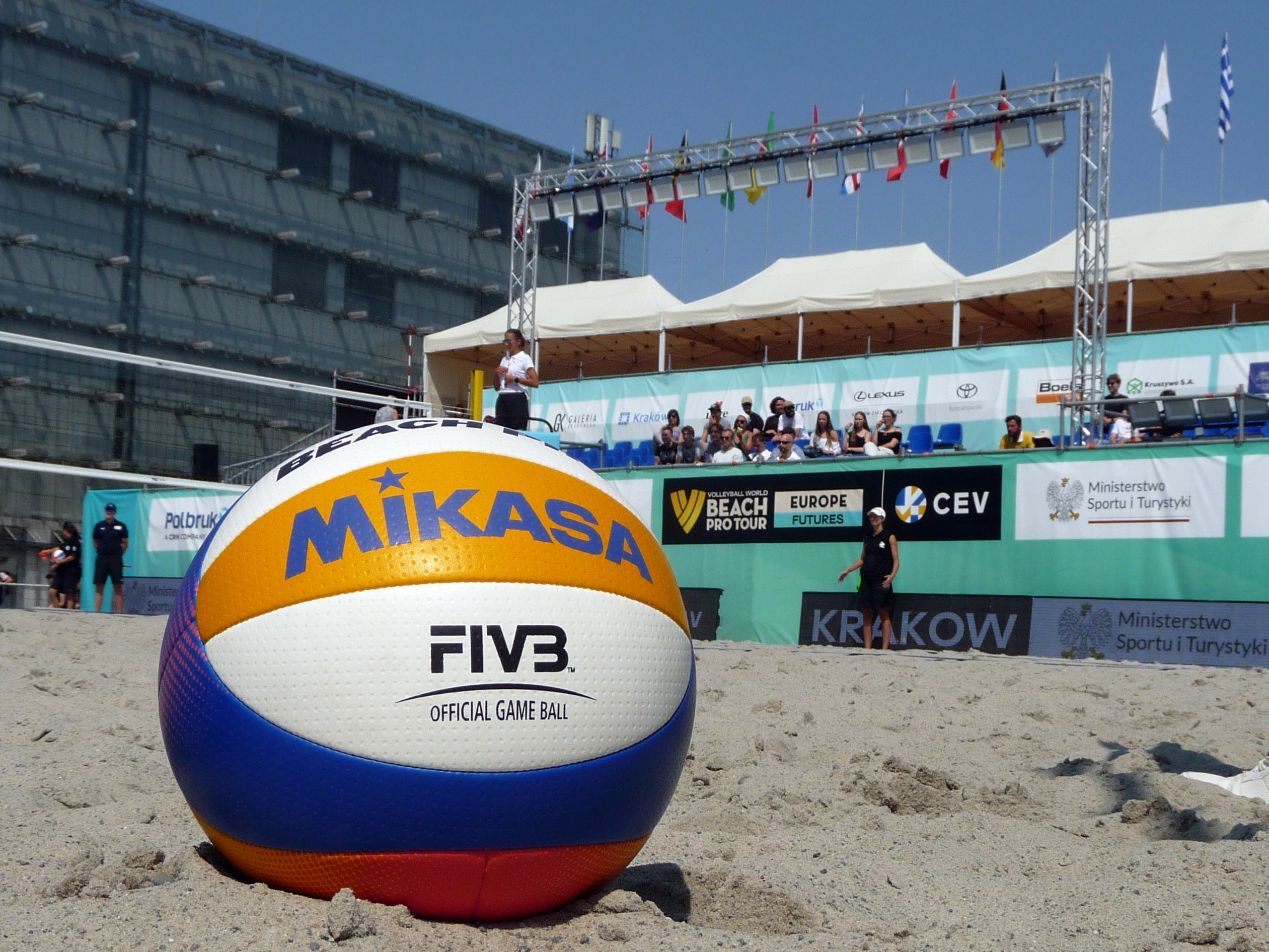
Piłka do siatkówki plażowej z 2025 roku

Firma jest związana umową z FIVB na produkcję oficjalnych piłek siatkarskich, zarówno do halowej, jak i plażowej odmiany tego sportu.

## Historia
Mikasa Sports została założona w 1917 roku w Hiroszimie, jako Masuda Rubber Industries. Nazwa Mikasa pojawiła się w roku 1988.
Od momentu powstania firma podpisała wiele umów z FIVB, CEV czy AVC na produkcję oficjalnych piłek siatkarskich. Promowała się także w innych sportach, jak piłka ręczna czy wodna.